# 1890년대
1890년대는 1890년부터 1899년까지를 가리킨다.

## 사건
- 1894년 - 조선, 동학 농민 운동이 일어남.
- 1894년 - 조선, 갑오개혁이 일어남.
- 1895년 - 조선, 명성황후가 일본에게 피살됨. (을미사변)
- 1895년 - 조선, 을미개혁이 일어남.
- 1896년 - 조선, 아관 파천.
  - 그리스, 하계 올림픽 개막.
- 1897년 - 조선, 광무개혁이 일어남.